# Teófilo José Pereira de Andrade
Teófilo José Pereira de Andrade, O.F.M. (14 de janeiro de 1881 - 25 de outubro de 1954 ) foi um frade e prelado português da Igreja Católica Romana que foi o primeiro bispo de Nampula.

## Biografia

### Anos iniciais
Nascido José Pereira de Andrade em Sobreira, na freguesia de Salvador de Arcos de Valdevez, na jurisdição da arquidiocese de Braga, em 14 de janeiro de 1881, aos seis anos frequenta a escola primária na vila dos Arcos de Valdevez e é admitido no dia 22 de janeiro de 1892, aos 11 anos, no Colégio Seráfico de Montariol. É admitido ao noviciado em 27 de junho de 1897 no Convento do Varatojo em Torres Vedras, onde recebe o hábito franciscano.

### Vida religiosa
Fez a sua profissão temporária um ano depois, em 2 de outubro de 1898. Neste mesmo dia viaja a pé para o Convento de São Bernardino, em Atouguia da Baleia (Peniche), onde irá continuar os seus estudos. Neste convento frequenta o primeiro ano do curso de filosofia, sendo em 1900 transferido para o Convento de São Boaventura de Montariol para continuar seus estudos. Dali, segue para Roma, onde termina seus estudos em filosofia e inicia em teologia. Em 4 de outubro de 1902 faz a profissão solene pelas mãos do Vigário Geral da Ordem, Frei David Fleming. Retorna para Portugal, onde concluirá o curso de Teologia no Convento de São Bernardino e em 8 de abril de 1905 é ordenado padre pelo Cardeal Patriarca José Sebastião de Almeida Neto, na Capela do Paço Patriarcal, em Lisboa.
Em outubro de 1905 é chamado a Roma para fazer o curso de Dogmática na Pontifícia Universidade Antonianum, não obstante o bom desempenho do cargo de Mestre de Cerimônias da Antonianum (1906-1907), os constantes problemas de saúde obrigavam-no a repousar durante os períodos de férias passados na Itália, assim, pede para regressar a Portugal, sendo dispensado das provas e obtendo o diploma de Leitor em Sagrada Teologia, datado de 24 de agosto de 1907.
No Capítulo Provincial de setembro de 1909, recebe os primeiros cargos na Província: o de Discreto do Convento de São Boaventura de Montariol e o de Mestre de Coristas e Leitor de Dogmática. Entre 1910 e 1913, desempenhará as funções de pároco. Em São Paio de Jolda (Arcos de Valdevez) em 1911, substituindo o pároco; em Beiral de Lima (Ponte de Lima), coadjuvará o pároco, e em Lavradas (Ponte da Barca), será pároco até 1912. É enviado em 1914 para o Colégio Seráfico de Santo António de Tuy (Espanha), como professor de português e vice-prefeito, depois de ter sido suspensa a sua partida para o colégio de Mossoró (Brasil), por encerramento deste.
Em julho de 1915, o Definitório o nomeia o definidor do governo da Província. Entre 1916 e 1919 volta a exercer as funções de pároco, em Poiares da Régua. Em abril de 1919 parte para o Colégio Seráfico de Santo António em Tuy, onde desempenhará as funções de Reitor do Colégio e de Leitor de História Eclesiástica. Em 1921 foi eleito Ministro Provincial, no VIII capítulo da Ordem (desde a restauração da Província Portuguesa). Cumprirá dois mandatos, sendo reeleito em 1924, no IX capítulo, por mais um triênio. Em setembro de 1939, é nomeado ministro provincial pela terceira vez.

### Episcopado
Em 3 de maio de 1941, foi-lhe comunicado pela nunciatura apostólica sua nomeação, pelo Papa Pio XII, como bispo da recém erigida Diocese de Nampula. Foi consagrado em a 29 de junho de 1941, na Sé de Lisboa pelo Cardeal Patriarca Manuel Gonçalves Cerejeira, coadjuvado por Dom Frei Joaquim Rafael Maria da Assunção Pitinho, O.F.M., bispo-emérito de Cabo Verde e por Dom Manuel Maria Ferreira da Silva, S.M.P., superior geral emérito da Sociedade Portuguesa das Missões Católicas Ultramarinas.
Em julho toma posse, por procuração, da Diocese de Nampula, e em setembro, Dom Teófilo de Andrade consagra-a, na Cova da Iria, a Nossa Senhora de Fátima. Na Sé de Lisboa realiza-se a habitual cerimônia de imposição dos crucifixos aos novos missionários, promovida pelo Ministro das Colônias, Francisco Vieira Machado, e presidida pelo Cardeal Patriarca Cerejeira. Entra solenemente na diocese de Nampula no dia 10 de novembro de 1941, acompanhado pelo Governador da Província do Niassa, João de Figueiredo, pelo Governador do Bispado e pelos representantes das diversas missões. Durante sua prelazia, são criadas 24 novas missões e são restauradas e ampliadas cerca de seis missões anteriores a 1942.
Devido a sua frágil saúde, resigna-se do governo pastoral em 17 de fevereiro de 1951, sendo feito bispo-titular de Urisi. Retorna a Portugal, chegando em Lisboa em 27 de abril do mesmo ano.

### Final de vida
Em outubro de 1954, estando de passagem pelo Convento de Montariol, sofreu uma crise de diabetes que lhe causou uma cegueira quase completa. Foi operado aos olhos no Hospital de São Marcos, e enquanto recuperava da operação, não resistiu a uma inesperada hemorragia cerebral, no dia 25. O Arcebispo Primaz de Braga, Dom António Bento Martins Júnior avocou para si a iniciativa da presidência e promoção das exéquias. A Schola Cantorum, constituída por membros dos três missionários diocesanos, cantou a missa de Réquiem, celebrada na Igreja de Nossa Senhora do Carmo, no dia 26 de outubro de 1954, onde então residiam e exerciam tarefas pastorais os padres franciscanos. Seguiu-se o cortejo para o cemitério de Monte d'Arcos de Braga, onde ficou sepultado no jazigo da família Faria, até à remoção das ossadas para jazigo da Ordem e mais tarde para o memorial da Fraternidade, no Seminário Franciscano da Luz em Lisboa, inaugurado em 31 de março de 2009, na Comemoração dos 800 anos da Ordem Franciscana.

## Ligações Externas
- Cheney, David M. «Teófilo José Pereira de Andrade, O.F.M.» (em inglês). Catholic-Hierarchy.org
- «Teófilo José Pereira de Andrade» (em inglês). GCatholic.org